# Processione del Venerdì santo di Savona
La processione del Venerdì santo di Savona è un antico rito della tradizione cristiana che affonda le sue radici nel medioevo, ovvero all'epoca dei flagellanti del Duecento.
Con essa l'organizzazione del Priorato generale delle confraternite intende mantenere viva una tradizione storico-religiosa molto antica che continua a richiamare fedeli della Chiesa cattolica da ogni parte della Liguria e d'Italia.
Si svolge a cadenza biennale, con partenza dalla Cattedrale per concludersi, dopo un percorso di circa un chilometro e mezzo in piazza Sisto IV, dove il Vescovo impartisce la Benedizione conclusiva.

## La processione
La processione di Savona - accompagnata da canti di mottetti sacri composti per l'occasione - è articolata in poste, ovvero stazioni scandite dai capocassa che guidano le quindici casse lignee delle sei confraternite savonesi portate a spalla dai confratelli portatori. Si tratta di gruppi scultorei pesanti da cinquecento ai milleottocento chilogrammi e rappresentanti i "misteri" della Passione, che risalgono a epoche diverse e sono quindi ispirati a differenti modelli stilistici. Le più
antiche sono due casse della confraternita dei santi Pietro e Caterina, giunte da Napoli nel 1623 e raffiguranti "La Flagellazione" e "Cristo cade sotto la croce", molto arcaiche e statiche nella composizione. Alla stessa confraternita appartiene anche la cassa più recente, l'"Ecce Homo", realizzata nel 1978 dalla scultrice savonese Renata Cuneo in sostituzione di una cassa seicentesca di identico soggetto (opera dello scultore genovese Gio Andrea Torre) andata perduta durante il secondo conflitto mondiale.

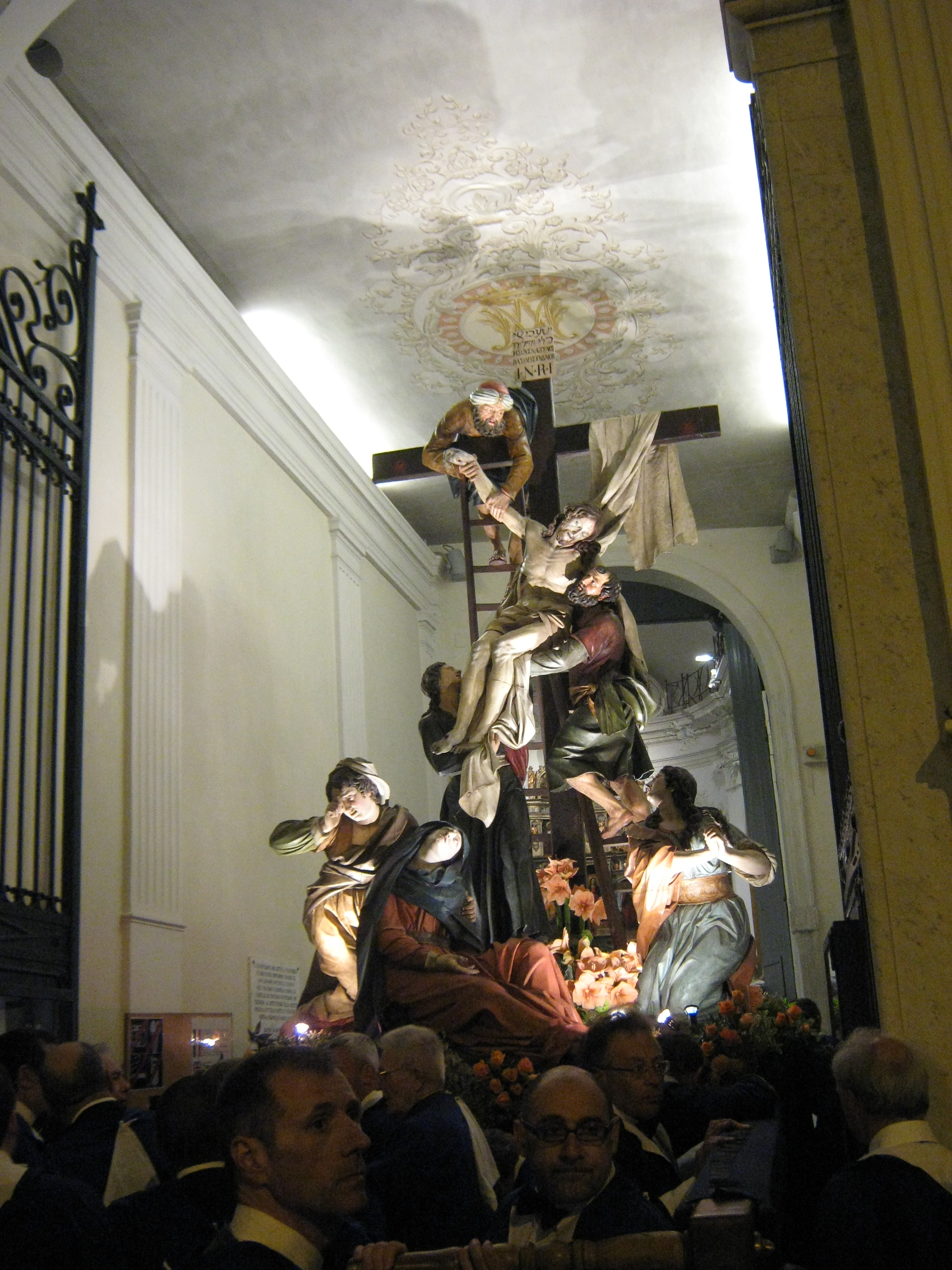
Processione del Venerdì santo 2010, La deposizione dalla croce di Filippo Martinengo (1793)

L'ordine delle quindici casse processionali lignee è il seguente:
- La promessa del Redentore, di Filippo Martinengo (1777);
- L'Annunciazione, di Anton Maria Maragliano (1717 circa);
- L'orazione nell'orto, attribuita ad Anton Maria Maragliano (1728);
- Il bacio di Giuda, di Giuseppe Runggaldier (1926);
- Gesù legato alla colonna, di ignoto genovese (1728);
- La Flagellazione, di scuola napoletana (acquistata nel 1623);
- L'incoronazione di spine, di Anton Maria Maragliano (1710);
- Ecce Homo, di Renata Cuneo (1978);
- Cristo cade sotto la croce, di scuola napoletana (acquistata nel 1623);
- Cristo spirante, di Anton Maria Maragliano (1728 circa);
- Cristo morto in croce, di scuola romana (XVII secolo);
- La deposizione dalla croce, di Filippo Martinengo (1793);
- La pietà, di Stefano Murialdo (1833);
- Deposizione nel sepolcro, di Antonio Brilla;
- L'Addolorata, di Filippo Martinengo.

La processione è aperta da una croce in legno detta in dialetto "croxe do Pascio" (croce di Passione) o volgarmente "croxe do Gallo" (croce del Gallo), poiché porta dipinti e sagomati tutti i simboli della Passione (tra i quali, appunto, il gallo che cantando annunciò il tradimento di Pietro), preceduta dai tamburi ed è chiusa dal reliquiario della Santa Croce contenente un frammento della Vera Croce.
Oggi come un tempo, i camalli (gli addetti al trasporto delle casse, termine dialettale comune con il quale si indicano anche gli scaricatori portuali), indossano la cappa in tela con i colori delle Confraternite,  bianca con i vari nastri colorati, oppure rossa (confraternita della Santissima Trinità) oppure turchina (confraternita di Santa Maria di Castello), con un cappuccio un tempo calato in testa, in segno di umiltà ed anonimato, oggi, più comunemente, ripiegato e appeso al colletto.

## Origini

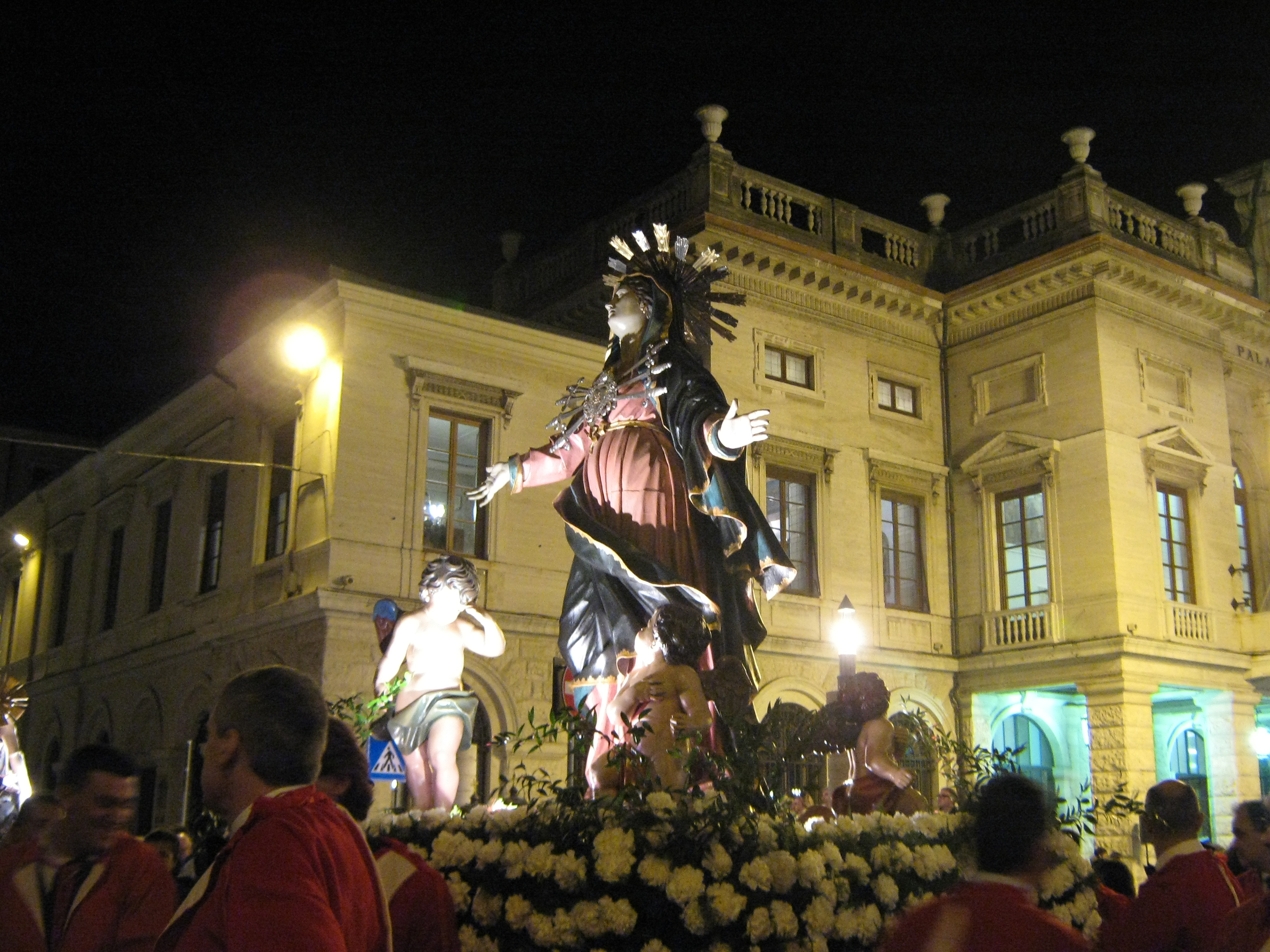
Processione del Venerdì santo 2010, L'Addolorata, di Filippo Martinengo.

La sua origine è collegata all'insediamento dei "dieci oratori", sedi delle confraternite localizzate sulla collina del Priamar accanto all'antica cattedrale di Nostra Signora di Castello, tra il XIII secolo e il XIV secolo.
Gli oratori costituivano le sedi laiche delle Confraternite dei disciplinanti sorte in seguito al fervore penitenziale diffusosi in Liguria a partire dal XIII secolo. Negli oratori i confratelli si riunivano per pregare, compiere atti di pubblica assistenza e penitenza (disciplina).
Le pubbliche flagellazioni di penitenza venivano accompagnate da processioni e laude. Durante la Settimana santa ogni confraternita organizzava, o autonomamente o in gruppi distinti - a seconda delle alleanze- una processione che si teneva il Giovedì o il Venerdì santo. Durante queste processione si stabili la consuetudine di tenere delle sacre rappresentazioni che mimavano i momenti salienti della Passione.
Negli Statuti del 1404-1405, come in quelli successivi del 1610, non si trovano riferimenti alla processione del Venerdì santo. Essa è invece spesso menzionata nei decreti dell'autorità ecclesiastica, che invitava all'ordine e cercava di limitarne gli eccessi, come gli schiamazzi e l'uso di "schioppi de rota" (primitive armi da fuoco). Già nel 1530 il vicario generale invitava le confraternite a mantenere la processione con le caratteristiche penitenziali originarie, le laude e le flagellazioni, esortandole a sospendere le rappresentazioni sacre, fonte di disordine.
A partire dal 1528, con la vittoria della Repubblica di Genova su Savona, cominciò la demolizione della cittadella sul Priamar con la cattedrale e gli oratori annessi. Le confraternite si ridussero gradualmente da dieci alle sei attuali e gli oratori vennero via via ricostruiti nella piana tra la collina del Priamar e quella di Monticello. In particolare, la vita delle confraternite savonesi ebbe un forte impulso dopo il 1536, grazie al fervore religioso popolare rinnovato dall'apparizione di Nostra Signora della Misericordia, che nella sua seconda apparizione (8 aprile) disse ai Confratelli di 'fare la penitenza e la processione del venerdì santo'. 

## Dopo il concilio di Trento

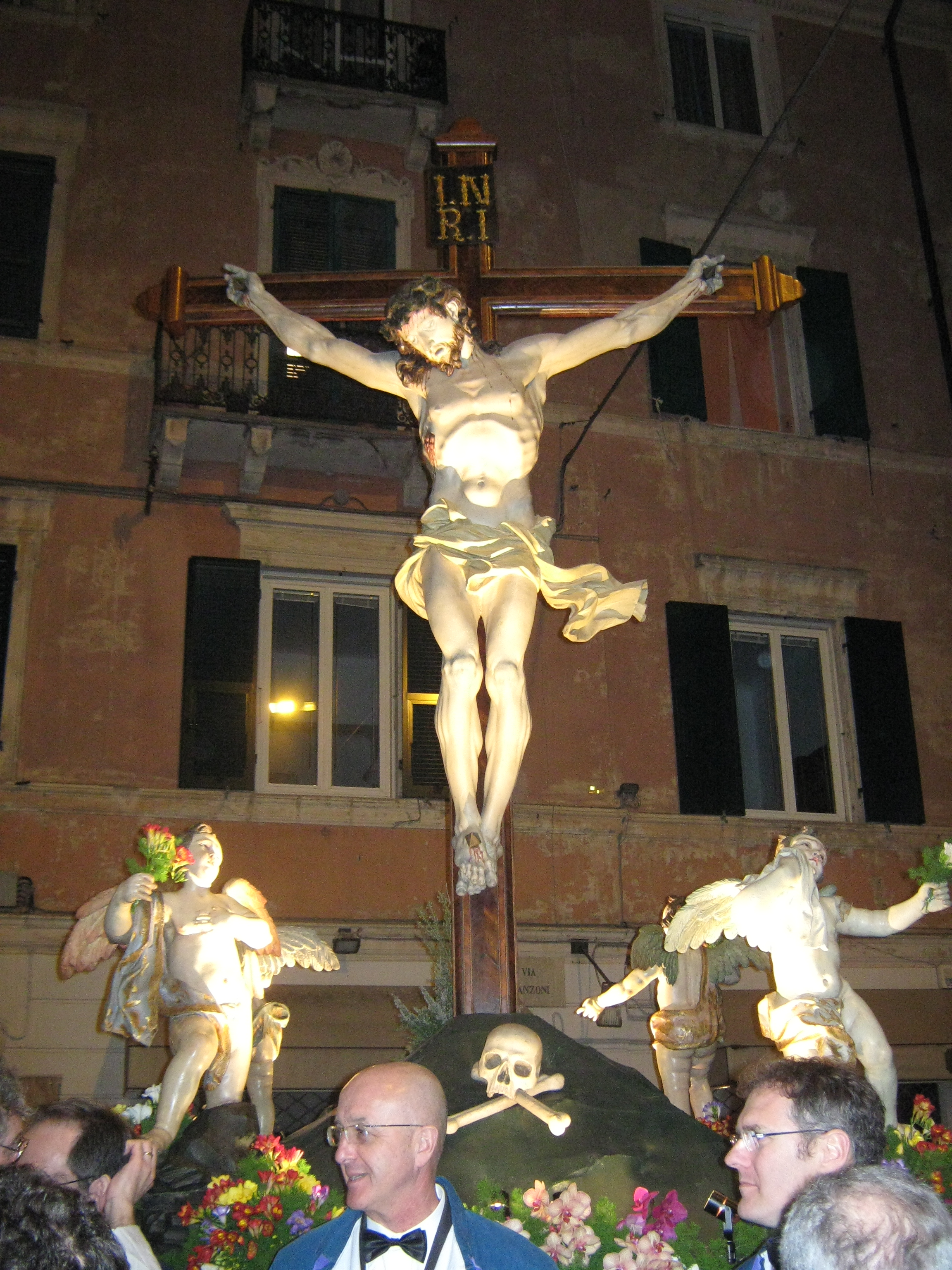
Processione del Venerdì santo 2010, Cristo morto in croce, di scuola romana.

Con il concilio di Trento le confraternite vennero sottoposte alla giurisdizione dei vescovi diocesani, i quali tentarono di regolare i rapporti tumultuosi tra i diversi oratori e cercarono di proibire le rappresentazioni sacre, ormai considerate indecorose e ridicole e fonte di disordini continui.
Per rispondere a queste disposizioni, senza rinunciare alla grandiosità spettacolare della processione del Venerdì santo, le confraternite, analogamente a quanto avveniva nella vicina Genova, cominciarono ad acquisire gruppi lignei propri che rappresentavano staticamente le stazioni della Via Crucis, cioè, appunto, le casse. Cionondimeno, continuò la consuetudine ad organizzare autonomamente la propria processione.
Una cronaca del 1751 indicava tre distinte processioni in cui i confratelli portavano a spalla per i vicoli cittadini i pesanti gruppi lignei, cantando litanie e salmi. Si aggiunsero successivamente rulli di tamburo e violini di accompagnamento ai canti.
In età napoleonica, ovvero agli inizi dell'Ottocento, l'instabile situazione politica della Repubblica Ligure e la complessità dei riti della Passione resero necessarie regole più rigide sia riguardo all'ordine pubblico sia all'aspetto religioso: le autorità municipali proibirono di tenere più processioni nella stessa sera e un decreto vescovile del 1810 fissò l'ordine delle casse secondo la storia evangelica senza alcuna distinzione tra confraternite, e stabilì gli orari, il percorso, le soste e l'accompagnamento musicale, attribuendo la responsabilità organizzativa al priore della confraternita cui spettava il turno di Oratorio superiore generale.
Tale responsabilità, con le spese organizzative, passò di anno in anno da una confraternita ad un'altra, secondo una turnazione stabilita che prevedeva l'onore (e l'onere) alla confraternita prescelta di aprire la processione con la propria croce della Passione e di chiudere con il proprio reliquiario della santa Croce.

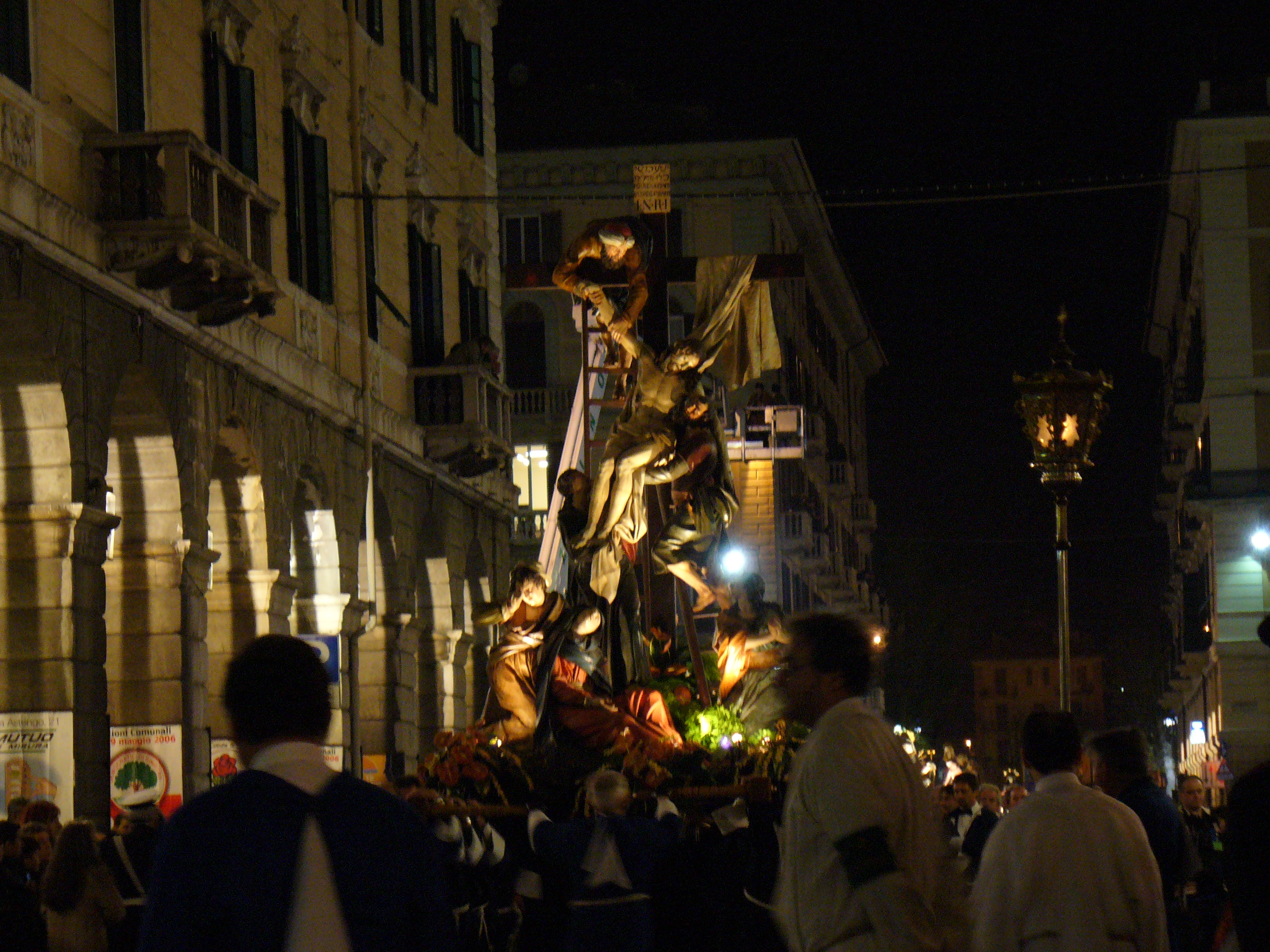
Processione del Venerdì santo 2006. La deposizione dalla croce in processione.

Un successivo decreto vescovile del 1813 precisava ulteriormente l'elenco delle casse da portare: "Adamo ed Eva", "Orazione nell'orto", "Gesù alla colonna", "Flagellazione", "Incoronazione di spine", "Ecce homo", "Cristo cade sotto la Croce", "Cristo spirante", "Cristo morto", "Deposizione della Croce", "Madonna Addolorata" e "Santa Croce".
Nel 1830 gravi episodi di contestazione agli occupanti del Regno di Sardegna proibirono l'uso del cappuccio sul capo.

Da allora i confratelli continuano ad indossarlo, piegato ed appoggiato sulle spalle, in segno dell'originario significato di totale anonimato.
Seguirono altri regolamenti che ripresero e rafforzarono quanto stabilito dai predecessori.
Nel 1926 vennero aggiunte alla sfilata due nuove casse: "L'Annunciazione" del Maragliano, entrata nel patrimonio della confraternita del Cristo Risorto dopo aver trasferito la propria sede nell'antica chiesa conventuale dell'Annunciazione, cui apparteneva il gruppo ligneo, e il "Bacio di Giuda", commissionata dalla confraternita dei Santi Agostino e Monica all'altoatesino Giuseppe Runggaldier.
In tempi più recenti, ovvero nel 1978, la cassa "Ecce homo"  di Renata Cuneo sostituì l'opera settecentesca del Torre, andata dispersa durante un bombardamento nella seconda guerra mondiale.

Anche l'accompagnamento musicale seguì i cambiamenti della liturgia mentre restarono immutati solo alcuni mottetti.